# Astone
Astone o Ascone (in greco antico: Ἀστων o Ἀσκων?, Aston o Ascon; Crotone, VI secolo a.C. – Crotone, VI secolo a.C.) è stato un filosofo greco antico della scuola pitagorica.

## Biografia
Vissuto all'epoca della LXV Olimpiade (VI secolo a.C.) era considerato uno dei più rinomati discepoli di Pitagora. Andarono perdute tutte le sue opere, che Diogene Laerzio sostiene che nel tempo furono attribuite a Pitagora: